# Davor
Davor es un municipio de Croacia en el condado de Brod-Posavina.

## Geografía
Se encuentra a una altitud de 90 m s. n. m. a 165 km de la capital nacional, Zagreb.

## Demografía
En el censo 2011 el total de población del municipio fue de 3 015 habitantes, distribuidos en las siguientes localidades:
- Davor - 2 382
- Orubica -   633

| Gráfica de población de Davor 1857-2011                             |
|                                                                     |
| Según los censos de población de la oficina estadística de Croacia. |